# دوکسی
دوکسی (به چکی: Doksy) یک منطقهٔ مسکونی و شهرستان دارای شهرک سابقاً روستا در جمهوری چک است که در ناحیه تشسکا لیپا واقع شده‌است. دوکسی ۵٬۱۹۰ نفر جمعیت دارد.